# Арпайя, Бруно
Бруно Арпайя (итал. Bruno Arpaia; род. 31 августа 1957, Оттавьяно, Кампания, Италия) — итальянский журналист, писатель и переводчик.

## Биография
Родился 31 августа 1957 года в посёлке Оттавьяно неподалёку от Неаполя.
Окончил факультет политических наук Неаполитанского университета (специализация «История Латинской Америки»). После чего начал журналистскую карьеру в неаполитанском еженедельнике «Il Mattino» («Утро»).
С 1989 года проживает в Милане. Работает ведущим раздела о культуре миланского еженедельника «Il Sole 24 Ore» («Солнце 24 часа в сутки»). Переводит на итальянский язык произведения испаноязычных авторов.
Его самый известный роман — «Ангел истории» («L'angelo della storia», 2001) — рассказывает беллетризованную и частично вымышленную историю вокруг гибели философа Вальтера Беньямина.
В 2011 году посетил Москву (Россия), где проходила 24-я Международная книжная ярмарка.